# Flax Bourton
Flax Bourton is een civil parish in het bestuurlijke gebied North Somerset, in het Engelse graafschap Somerset met 715 inwoners.